# Agón
Agón település Spanyolországban,  Zaragoza tartományban. Agón Bisimbre, Borja, Fréscano és Magallón községekkel határos. Lakosainak száma 133 fő (2024).

## Népesség
A település lakosságának változását az alábbi diagram mutatja:
| Lakosok száma | 188  | 193  | 172  | 170  | 167  | 155  | 146  | 137  | 139  | 133  |
|               | 2001 | 2004 | 2007 | 2009 | 2012 | 2014 | 2017 | 2019 | 2022 | 2024 |